# Fréchetův filtr
Fréchetův filtr (stejně jako k němu duální Fréchetův ideál) matematický pojem z oboru teorie množin. Motivací pro jeho zavedení, je rozlišení podmnožin (tj. prvků potenční množiny) na „malé“ a „velké“.

## Definice
Pokud je {\displaystyle X\,\!} libovolná nekonečná množina a {\displaystyle \kappa =|X|\,\!} její mohutnost, pak
- {\displaystyle \mathbb {I} _{F}(X)=[X]^{<\kappa }=\{Y\subseteq X:|Y|<\kappa \}\,\!} je Fréchetův ideál na množině {\displaystyle X\,\!}.
- {\displaystyle \mathbb {F} _{F}(X)=\{Y\subseteq X:(X-Y)\in \mathbb {I} _{F}(X)\}\,\!} je Fréchetův filtr na množině {\displaystyle X\,\!}.

Lidsky řečeno:
- Fréchetův ideál je ideál všech „malých“ množin - množin, která mají menší mohutnost, než {\displaystyle X\,\!}
- Fréchetův filtr je filtr všech „velkých“ množin - množin, které nejen že mají stejnou mohutnost, jako {\displaystyle X\,\!}, ale jejichž doplněk je „malý“ - má mohutnost menší než {\displaystyle X\,\!}

## Vlastnosti a příklady

### Konečné množiny
Pro konečnou množinu {\displaystyle X\,\!} by definice neměla příliš dobrý smysl - v takovém případě by totiž Fréchetův ideál neodpovídal definici ideálu a Fréchetův filtr definici filtru. Navíc by pro konečnou množinu {\displaystyle X\,\!} platilo, že {\displaystyle \mathbb {I} _{F}(X)\cup \mathbb {F} _{F}(X)=X\,\!} . Půvab Fréchetova filtru ale spočívá v tom, že vymezuje na jedné straně malé množiny, na druhé straně velké množiny - a mezi nimi je ještě mnoho „prostředních“, které nepatří tam ani tam. Hezky to bude vidět v následujícím příkladu.

### Fréchetův filtr na přirozených číslech
Uvažujme nyní o množině všech podmnožin množiny přirozených čísel {\displaystyle \mathbb {P} (\omega )\,\!} a Fréchetově filtru {\displaystyle \mathbb {F} _{F}(\omega )\,\!}. Jedná se o množinu všech doplňků k množinám přirozených čísel s mohutností menší než {\displaystyle \omega \,\!} - a tedy o doplňky konečných množin přirozených čísel.
Příklad:

- {\displaystyle \{1,2,5\}\in \mathbb {I} _{F}(\omega )\,\!} - konečné množiny patří do Fréchetova ideálu.
- {\displaystyle \omega -\{1,2,5\}=\{0,3,4,6,7,8,\ldots \}\in \mathbb {F} _{F}(\omega )\,\!} - doplňky konečných množin patří do Fréchetova filtru.
- množina všech prvočísel je příkladem množiny, která nepatří ani do Fréchetova filtru, ani do Fréchetova ideálu - ona i její doplněk mají mohutnost {\displaystyle \omega \,\!}.

### Fréchetův filtr na nespočetných množinách
Pro nespočetné {\displaystyle X\,\!} patří do Fréchetova ideálu nejen konečné množiny, ale i nekonečné s mohutností menší, než {\displaystyle |X|\,\!}. Ve Fréchetově filtru se pak vyskytují nejen doplňky konečných podmnožin {\displaystyle X\,\!}, ale i doplňky spočetných podmnožin {\displaystyle X\,\!} a doplňky nespočetných podmnožin {\displaystyle X\,\!} s mohutností menší než {\displaystyle |X|\,\!}
Příklad:

Uvažujme o množině {\displaystyle \mathbb {R} \,\!} všech reálných čísel a o množinách {\displaystyle \mathbb {I} _{F}(\mathbb {R} )\,\!} a {\displaystyle \mathbb {F} _{F}(\mathbb {R} )\,\!}.
- Množina všech racionálních čísel je spočetná, a patří tedy do Fréchetova ideálu.
- Její doplněk - množina všech iracionálních čísel - patří vzhledem k tomu, že celá {\displaystyle \mathbb {R} \,\!} je nespočetná, do Fréchetova filtru.
- Interval {\displaystyle (0,1)\,\!} je sice nespočetná množina s mohutností {\displaystyle |\mathbb {R} |\,\!} , ale její doplněk má rovněž mohutnost {\displaystyle |\mathbb {R} |\,\!} - nepatří tedy ani do Fréchetova filtru, ani do Fréchetova ideálu. Zatímco množinu iracionálních čísel jsme z pohledu Fréchetova filtru zařadili mezi „velké“ množiny na {\displaystyle \mathbb {R} \,\!}, otevřené intervaly, které jsou alespoň z jedné strany omezené, jsou ve smyslu náležení do Fréchetova filtru „někde uprostřed - ani velké, ani malé“.

## Existence netriviálních ultrafiltrů
Z principu maximality vyplývá Základní věta o ultrafiltrech, jejímž důsledkem je, že každý filtr lze (přidáním dalších podmnožin základní množiny {\displaystyle X\,\!}) rozšířit na ultrafiltr.
Pokud aplikujeme tuto větu na Fréchetův filtr, získáme takovým rozšířením určitě netriviální ultrafiltr.
Stejně jako u mnoha jiných tvrzení vyplývajících z axiomu výběru nedává ale základní věta o ultrafiltrech žádný návod, jak takový netriviální ultrafiltr sestrojit. Tento návod by pro všechny množiny, které nepatří ani do Fréchetova filtru, ani do Fréchetova ideálu, musel jasně rozhodnout, zda do výsledného ultrafiltru má patřit daná množina, anebo její doplněk (tj. například množina sudých, anebo množina lichých čísel v případě ultrafiltru rozšiřujícího {\displaystyle \mathbb {F} _{F}(\omega )\,\!}.